# Romain Renard
Pour les articles homonymes, voir Renard (homonymie).
Romain Renard, né en 1975, est un auteur de bande dessinée, illustrateur, scénographe et musicien belge francophone.

## Biographie
Romain Renard naît en 1975. Il est le fils de Claude Renard. Il est diplômé de l'Institut Saint-Luc de Bruxelles en 1996.
Il travaille à l'élaboration de jeux vidéos notamment sur Amazonia de Benoît Sokal. Il conçoit des spectacles avec Franco Dragone et Pascal Jacob et est auteur-compositeur notamment pour le groupe rock ROM,.
Il signe American Seasons sur un scénario de Yves Vasseur dans la collection « Ligne rouge » aux éditions Casterman, primé en 2005 meilleur album au Festival Polar de Cognac,. Puis il réalise seul The End - Jim Morrisson dans la collection « Rebelles » aux éditions Casterman en 2007.
Il adapte en bande dessinée le roman noir de l'écrivain américain Daniel Woodrell Un Hiver de glace, dans la collection « Rivages/Casterman/Noir » aux éditions Casterman et les illustrations pour le City-Guide Montreal/Québec aux éditions Lonely Planet/Casterman en 2011.
À partir de 2011, Romain Renard entreprend le projet Chroniques de Melvile : une œuvre forte et personnelle qui témoigne d’une maturité artistique certaine qu'il initie en 2013 avec le premier tome L'Histoire de Samuel Beauclair publié cette fois aux éditions Le Lombard.
Melvile est un village imaginaire d’Amérique du Nord au cœur d’un paysage forestier, où les légendes naissent bien plus facilement qu’ailleurs. Les histoires personnelles des habitants se construisent et s’entrecroisent dans une atmosphère de polar où l'esthétisme est digne du plus grand cinéma américain.
Ce premier roman graphique part sur les traces d’un romancier déprimé, en manque d’inspiration, qui cherche le salut dans ses racines et vaut à son auteur d'être récipiendaire du prix prix Diagonale-Le Soir du meilleur album partage avec son père en 2014.
Le deuxième tome, L’Histoire de Saul Miller (2016) traite d'un vieil universitaire brillant à la retraite en proie au bouleversement inquiétant de son quotidien et de celui de ses proches.
Melvile devient peu à peu un projet de grande ampleur, inscrivant les livres parus dans un environnement culturel plus vaste : un site internet, des applications numériques et un spectacle musical, la « bande originale de l’album », que le lecteur peut écouter et que l’auteur présente également en spectacle. Il est lauréat de la Bourse de congé sabbatique (2016-2017) de la Fédération Wallonie-Bruxelles.
Le troisième opus, L’Histoire de Ruth Jacob (2022), retrace l’adolescence de Paul Rivest qui, 25 ans après, revient dans son village natal à contre-cœur.
En 2022, il réalise le one shot Passer l'hiver sur un scénario de Kateri Lemmens, dans la collection « Contre-pied » aux éditions Les Impressions nouvelles.
C'est avec Revoir Comanche, un one shot publié aux Éditions Le Lombard en 2024, qu'il rend un hommage à la série emblématique de Greg et Hermann : Comanche. Il conte le voyage de Cole Hupp connu sous le nom de Red Dust par la bibliothécaire Vivienne vers le ranch Triple 6 qui ne répond plus. Pour Daniel Couvreur du  journal Le Soir, l'album est une pépite graphique et un joyau narratif qui vaut à son auteur le prix Victor Rossel de la bande dessinée après avoir obtenu le prix Coup de cœur 2024 au festival Quai des Bulles à Saint-Malo,,. L'album figure dans la sélection officielle du Festival d'Angoulême 2025, reçoit le prix Fauve polar SNCF voyageurs.
En outre, il participe au collectif Vivre ? à l'initiative du Centre de prévention du suicide belge qui célèbre son 40e anniversaire en 2010. Il réalise le récit Es-tu là ? dans le mook Tintin, c'est l'aventure no 6 en 2020 ainsi qu'il contribue au Tintin numéro spécial 77 ans en 2023.
L'artiste expose ses planches à Bruxelles et à Paris.

## Œuvres

### Publications
- American seasons - 1963 Clara et les Nains[26], Casterman, coll. « Ligne rouge », Bruxelles, janvier 2005
Scénario et couleurs : Yves Vasseur - Dessin : Romain Renard -  (ISBN 2-203-39230-4)

- The End - Jim Morrison[27], Casterman, coll. « Rebelles », Bruxelles, avril 2007
Scénario, dessin et couleurs : Romain Renard -  (ISBN 978-2-203-30407-9)

- Un hiver de glace[8],[9], Casterman, coll. « Rivages/Casterman/Noir », Bruxelles, 13 avril 2011
Scénario, dessin et couleurs : Romain Renard -  (ISBN 9782203018211),Adaptation du roman de Daniel Woodrell.

- 1914-1918. Les anges de Mons, Fondation Mons 2015, Mons, octobre 2013
Scénario : Xavier Hanotte - Dessin : Claude Renard - Couleurs : Romain Renard -  (ISBN 978-2-9601403-0-9) — nouvelle graphique.

#### Melvile
- 1. L'Histoire de Samuel Beauclair[28],[29], Le Lombard, Bruxelles, 4 octobre 2013
Scénario et couleurs : Romain Renard - Dessin : Romain Renard, Claude Renard -  (ISBN 978-2-8036-3292-3)
- 2. L'Histoire de Saul Miller[30],[31], Le Lombard, Bruxelles, 22 janvier 2016
Scénario, dessin et couleurs : Romain Renard -  (ISBN 978-2-8036-3570-2)
- 3. L'Histoire de Ruth Jacob[32], Le Lombard, Bruxelles, 28 janvier 2022
Scénario, dessin et couleurs : Romain Renard -  (ISBN 978-2-8036-7204-2)
- HS. Les Chroniques de Melvile[14], Le Lombard, Bruxelles, 28 janvier 2022
Scénario, dessin et couleurs : Romain Renard -  (ISBN 978-2-8036-7753-5)

#### One shots
- Passer l'hiver, Les Impressions nouvelles, coll. « Contre-pied », 10 novembre 2022
Scénario : Kateri Lemmens - Dessin et couleurs : Romain Renard -  (ISBN 978-2-87449-996-8)
- Revoir Comanche[15],[33],[34],[35], Le Lombard, Bruxelles, 11 octobre 2024
Scénario, dessin et couleurs : Romain Renard -  (ISBN 978-2-8082-1177-2)

### Collectifs
- Vivre[36] ?, Centre de prévention du suicide, 2010
Scénario : collectif - Dessin : collectif dont Romain Renard - Couleurs : quadrichromieParticipation : Je déteste les jeudis. Album né de l'initiative du Centre de Prévention du Suicide à l'occasion de ses 40 ans . Dépôt légal : D/2010/12.301/1.
- 6. Tintin - C'est l'aventure, Geo-Éditions Moulinsart, Bruxelles, novembre 2020
Scénario : collectif - Dessin : collectif dont Romain Renard - Couleurs : quadrichromie -  (ISBN 978-2-8104-3024-6),Participation : Es-tu là ?[22], récit de 8 planches.
- Numéro spécial 77 ans - L'hommage des auteurs et autrices d'aujourd'hui aux personnages mythiques du journal Tintin, Éditions Moulinsart-Le Lombard, Bruxelles, 8 septembre 2023
Scénario : collectif - Dessin : collectif dont Romain Renard - Couleurs : quadrichromie -  (ISBN 2-85815-201-2)

### Illustration
- Là où ça fait mal de Edgar Kosma, OnLit, 2016  (ISBN 978-2-87560-082-0)
- Le Grand Nocturne / Les Cercles de l’épouvante de Jean Ray, Bruxelles, Espace Nord, coll. « Espace Nord », 2019  (ISBN 978-2-87568-419-6)
- Les Contes du whisky de Jean Ray, Bruxelles, Espace Nord, coll. « Espace Nord », 2019  (ISBN 978-2-87568-420-2)

### Discographie
Pour une discographie se référer au site discogs.com.

### Filmographie
Sauf indication contraire, les informations mentionnées dans cette section peuvent être confirmées par la base de données cinématographiques IMDb,  présente dans la section « Liens externes ».

### Expositions

#### Expositions individuelles
- Melvile, L’histoire de Samuel Beauclair, librairie Galerie Brüsel[24], Bruxelles du 3 octobre au 20 octobre 2013 ;
- Romain Renard à la galerie Daniel Maghen[25], Paris du 22 juin au 16 juillet 2022.

#### Expositions collectives
- BD en 33 tours - 40 dessinateurs et illustrateurs ont revisité les pochettes de vinyle 33 tours de leur groupe ou artiste favori, Waterloo de septembre 2006 à octobre 2006[38].
- Restrankil #4[39],[40], spécial bande dessinée, Apéro-zic les 20 et 21 avril, puis du 22 avril au 13 mai 2013 au Lycaon, Bruxelles.

## Prix et récompenses
- 2005 :  prix du meilleur album au Festival Polar de Cognac[6] avec Yves Vasseur pour American Seasons ;
- 2013 :  prix du meilleur scénario décerné par le Festival international de la bande dessinée d'Alger[41] pour Melvile, l'Histoire de Samuel beauclair ;
- 2014 :  
  -  prix Espoir du 9e art de Versailles[42] du meilleur scénario décerné par le maire François de Mazières pour Melvile, l'Histoire de Samuel beauclair ;
  -  prix Diagonale-Le Soir du meilleur album, avec Claude Renard, pour Melvile[12] ;
- 2023 :  prix Mor Vran[43],[44] décerné par le 21e festival Le Goéland Masqué à Penmarch pour Melvile :
- 2024 : 
  -  prix Coup de cœur 2024[19] au festival Quai des Bulles à Saint-Malo pour Revoir Comanche ;
  -  prix Victor Rossel de la bande dessinée pour Revoir Comanche[18] ;
- 2025 :  Fauve polar SNCF voyageurs[21] pour Revoir Comanche.

#### Livres
: document utilisé comme source pour la rédaction de cet article.
- Le 9e Rêve no 6, Bruxelles, Institut Saint-Luc de Bruxelles, École de recherche graphique, 2006, 144 p. (présentation en ligne), p. 69. .
- Thierry Bellefroid et Jean-Marie Derscheid, « Romain Renard », dans 77 auteurs de bande dessinée en Wallonie et à Bruxelles, Bruxelles, Wallonie-Bruxelles International, 2017, 128 p., ill. ; 26 cm (ISBN 2-930071-83-4, lire en ligne), p. 24-25. .
- Philippe Mellot, Michel Denni, Laurent Turpin et Isabelle Morzadec, Trésors de la bande dessinée : BDM 2022-2023 - Catalogue encyclopédique et Argus, Paris, Les Arènes, novembre 2022, 23e éd., 1677 p., ill. ; 23 cm (ISBN 9791037507280, OCLC 1351462460, présentation en ligne), p. 60, 817, 1063, 1401. .

#### Articles
- Romain Renard (interviewé par Morgan Di Salvia), « Romain Renard : « Il fallait installer la lenteur, case après case. » », ActuaBD,‎ 14 avril 2011 (lire en ligne, consulté le 30 mai 2023)
- Romain Renard (interviewé par Christian Missia Dio), « Romain Renard : « Québec ressemble à Namur, avec ses murailles et ses tourelles. » », ActuaBD,‎ 10 janvier 2013 (lire en ligne, consulté le 30 mai 2023)
- Romain Renard (interviewé par Christian Missia Dio), « Romain Renard : "Melvile sera une collection de récits se déroulant dans la même ville" », ActuaBD,‎ 26 octobre 2013 (lire en ligne, consulté le 30 mai 2023)
- Romain Renard (interviewé par Christian Missia Dio), « Romain Renard : "Melvile m’a permis de concilier mes envies de faire de la BD et de la musique, chaque création permettant d’enrichir un même univers" », ActuaBD,‎ 26 janvier 2016 (lire en ligne, consulté le 30 mai 2023)
- Christian Missia Dio et Charles-Louis Detournay, « Angoulême 2016 : Romain Renard et "Melvile" en album, en musique, sur scène, en appli et en jeu vidéo ! », ActuaBD,‎ 26 janvier 2016 (lire en ligne, consulté le 30 mai 2023)
- Romain Renard (interviewé par Laurent Gianati et A. Perroud), « Melville est un réceptacle à histoires », BD Gest',‎ 5 février 2016 (lire en ligne, consulté le 30 mai 2023)
- Romain Renard (interviewé par Alexis Seny), « Romain Renard: « À Melvile, méfiez-vous de ce que vous voyez, tout n’est peut-être pas vrai! » », Branchés Culture,‎ 22 février 2016 (lire en ligne, consulté le 30 mai 2023)
- Romain Renard (interviewé par Alexis Seny), « Romain Renard : « J’ai commencé Melvile en tant que fils de quelqu’un, je suis désormais père de… avec toutes les questions que cela suscite, qui sont dans ces livres » », Branchés Culture,‎ 8 février 2022 (lire en ligne, consulté le 30 mai 2023)
- Romain Renard (interviewé par Charles-Louis Detournay), « Romain Renard donne tout son sens au terme de "Roman graphique" », ActuaBD,‎ 16 juillet 2022 (lire en ligne, consulté le 30 mai 2023)
- Karin Tshidimba, « La vie en animation et en sons de Joanna Quinn et Romain Renard », La Libre Belgique,‎ 26 février 2023 (lire en ligne, consulté le 30 mai 2023).
- Romain Renard (interviewé par Jean-François Mariet), « « Tout ça n’est qu’un mythe » – Rencontre avec Romain Renard », Comix Trip,‎ 30 octobre 2024 (lire en ligne, consulté le 1er décembre 2024).

### Podcasts
- Romain Renard : "Cette bande dessinée, c’est la nostalgie d’un souvenir que nous n’avons pas encore" sur France Culture, production : Marie Richeux (43 min), 28 janvier 2022.

### Émissions de radio
- C'est génial ! Blade Runner  sur Auvio, présentation : Cindya Izzarelli (60 min), 24 août 2022.

### Émissions de télévision
- Kaboom ! - Tome #26 – "Melvile", l'histoire de Romain Renard. sur RTL-TVI, présentation : Thibaut Fontenoy - réalisation : Patrice Gautot - production : Bangarang (15 min 41 s), 17 mai 2016 Voir en ligne.
- Romain Renard: "la peur du feu et de l'eau" sur RTL Info (1 min 1 s), 6 février 2022.
- Romain Renard : "La ville n'en a pas fini avec lui." sur RTL Info (37 s), 6 février 2022.